# Церковь Смоленской иконы Божией матери (Старая Южа)

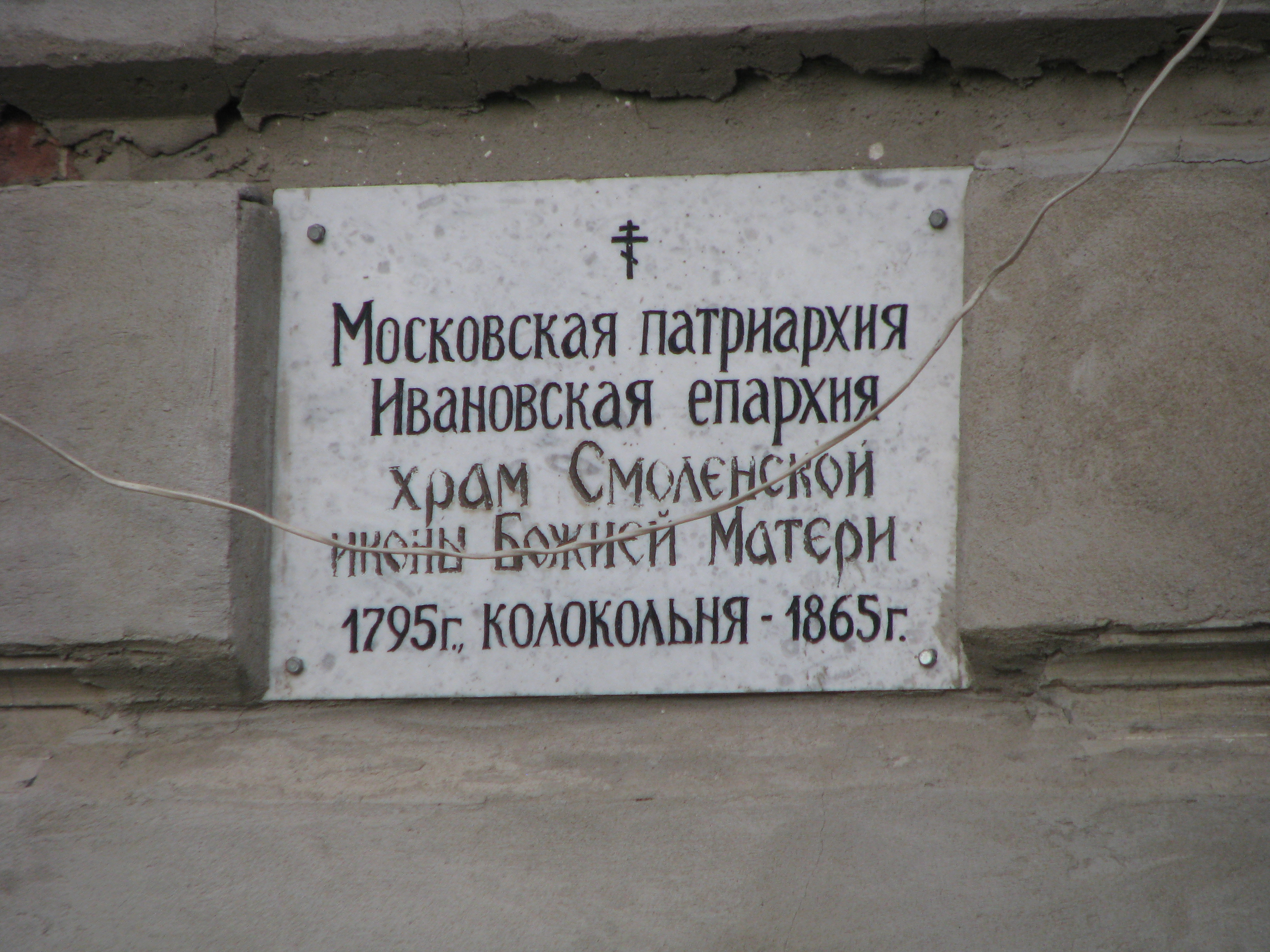
Памятная доска

Церковь Смоленской иконы Божией Матери (Смоленская церковь) — православный храм в селе Южа Южского района Ивановской области.
Адрес: 155630, Ивановская область, Южский район, село Старая Южа, 8а.

## История
Смоленская церковь с приделом Николая Чудотворца была сооружена в 1790—1795 годах из кирпича вместо прежней деревянной Никольской церкви. В 1795 году епископ Владимирский Виктор (Онисимов) благословил назвать храм Смоленским. В 1862—1863 годах на средства помещика И. А. Протасьева храм был частично перестроен: надложены закомары, сделаны новые обрамления растесанных проемов и новое перекрытие трапезной, увеличенное к западу, причем колокольня была возведена заново.
В 1888 году на средства фабриканта Л. А. Балина здание церкви обновили, покрыв фасады цементной штукатуркой и переписав внутри настенные росписи. Рядом с церковью было кладбище, обнесенное каменной оградой, на котором хоронили до
середины 1920-х годов (впоследствии оно было уничтожено) Рядом стоял ещё один кирпичный храм конца XIX века (разрушен в 1930-е годы); от него уцелел лишь скромный одноэтажный дом причта. За годы до распада СССР храм сильно обветшал и частично разрушился. В 1999—2000 годах инициативная группа мирян добилась регистрации приходской общины, и руинированный храм был передан в собственность Ивановской епархии.
В настоящее время утрачены перекрытия трапезной и апсиды, а также притворы. Первоначальные формы сильно перестроенного в духе эклектики и пострадавшего от разрушений храма относятся к стилю барокко.
Храм действующий, его настоятелем является священник Лихачёв Алексей Евгеньевич, кандидат богословия (окончил в 1995 году Московскую Духовную академию с защитой диссертации по православной педагогике).

## Архитектура храма
Здание храма — двусветный четверик с пятигранным пониженным и чуть суженным алтарем и завершающим ярусом крупных килевидных закомар (по три с каждой стороны). Они образуют переход к широкому восьмерику с первоначально открытыми проемами и граненой куполообразной барочной кровлей, увенчанной шаровидной главкой.
Прямоугольная трапезная — более широкая, чем четверик, с закругленными восточными углами; коротким переходом (позднее обстроен) она соединена с высокой четырёхъярусной колокольней позднеклассицистического облика. Два нижних четверика колокольни несут два восьмерика звона, прорезанных высокими, но довольно узкими арками и завершенных фигурной кровлей с круглыми люкарнами и маленькой главкой.
Первоначальный барочный декор фасадов храма (парные плоские пилястры по краям основных объёмов с выпущенными углами, антаблементы и карнизы с раскреповками) был изменён поздней штукатуркой, из-под которой кое-где видны остатки наличников с валиками и сандриками. Обрамления арочных окон выполнены в духе русского стиля — их составляют штукатурные архивольты или рамочные наличники с килевидным верхом. Разделяющий ярусы четверика многопрофильный карниз переходит на стены алтаря и трапезной, где он служит венчающим. Основное помещение храма с восьмериком на двухступенчатых тромпах перекрыто восьмилотковым сводом; алтарь имел коробовый свод с гранёной конхой, переходящий в граненую конху с распалубками. Два тонких белокаменных столба трапезной и подпружные арки поддерживали деревянные перекрытия сомкнутых сводов. Незначительные фрагменты масляных росписей, выполненных на евангельские темы в 1883 году, сохранились на северной стене храма и на склонах арок, ведущих в алтарь.